# Simhopp vid olympiska sommarspelen 1948
De olympiska tävlingarna i simhopp 1948 avgjordes mellan den 30 juli och 5 augusti i London. 63 deltagare från 22 länder tävlade i fyra grenar.

## Medaljörer
| Gren                            | Guld             | Silver                   | Brons                        |
| Damernas svikt Detaljer...      | Vicki Draves USA | Zoe Ann Olsen-Jensen USA | Patsy Elsener USA            |
| Damernas höga hopp Detaljer...  | Vicki Draves USA | Patsy Elsener USA        | Birte Christoffersen Danmark |
| Herrarnas svikt Detaljer...     | Bruce Harlan USA | Miller Anderson USA      | Samuel Lee USA               |
| Herrarnas höga hopp Detaljer... | Samuel Lee USA   | Bruce Harlan USA         | Joaquín Capilla Mexiko       |

## Medaljtabell
| Pl.    | Nation  | Guld | Silver | Brons | Totalt |
| ------ | ------- | ---- | ------ | ----- | ------ |
| 1      | USA     | 4    | 4      | 2     | 10     |
| 2      | Danmark | 0    | 0      | 1     | 1      |
| 2      | Mexiko  | 0    | 0      | 1     | 1      |
| Totalt | Totalt  | 4    | 4      | 4     | 12     |